# Werner Münch

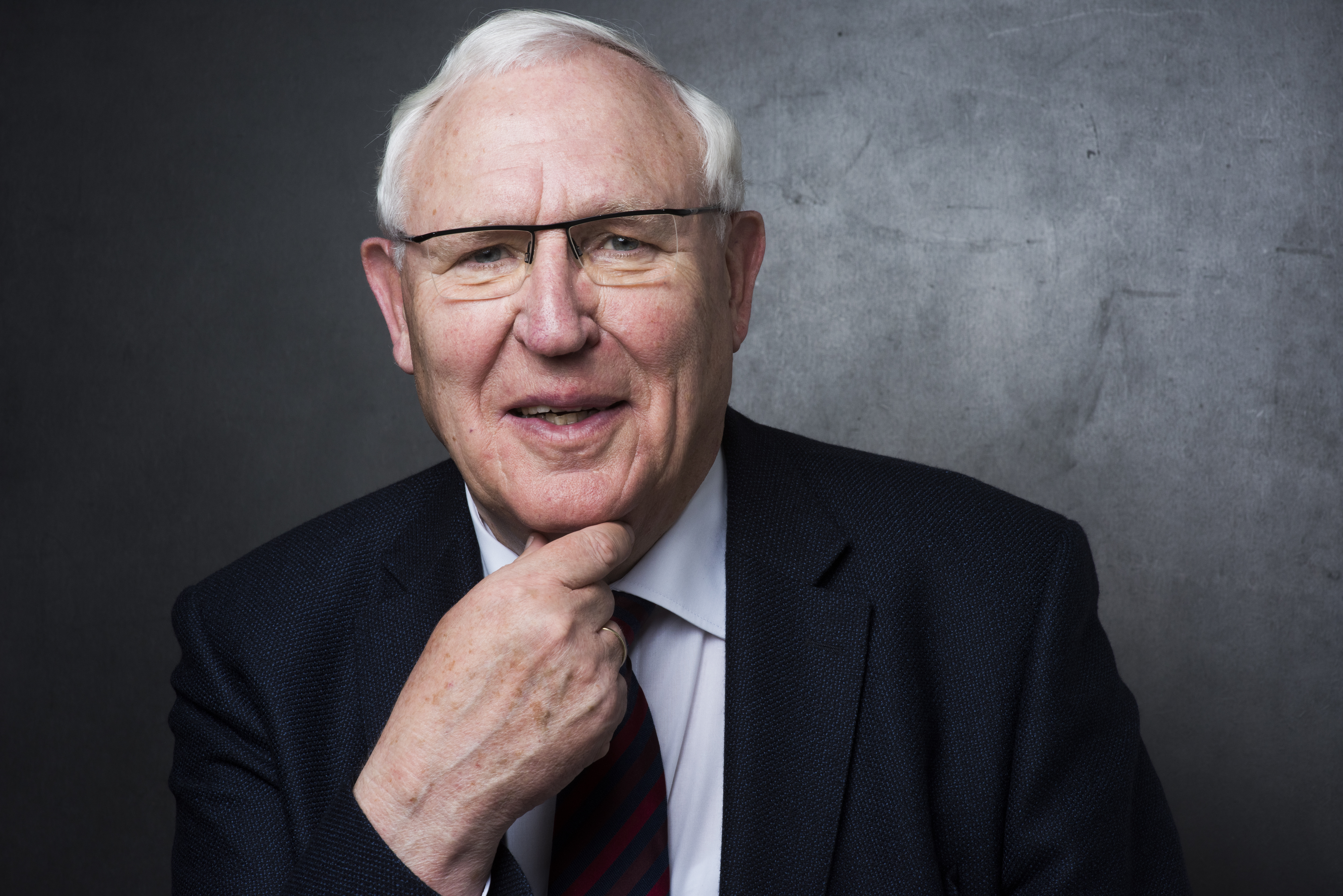
Werner Münch, vor 2020

Werner Münch (* 25. September 1940 in Kirchhellen) ist ein deutscher Politikwissenschaftler, ehemaliger Politiker (CDU) und Personal- und Unternehmensberater. Er war von 1973 bis 1978 Rektor der Katholischen Fachhochschule Norddeutschland. Von 1984 bis 1990 gehörte er dem Europäischen Parlament an. Er war von 1990 bis 1991 erster Finanzminister und von 1991 bis 1993 Ministerpräsident des Landes Sachsen-Anhalt.

## Leben und Wirken

### Soldat auf Zeit und Studium
Münch entstammt einer Arbeiterfamilie. Nach dem Abitur 1961 in Salzgitter war er für sechs Jahre bis 1967 Soldat auf Zeit bei der Bundeswehr, der er anschließend als Reservist verbunden blieb (zuletzt Oberstleutnant d. R.). Er studierte Politische Wissenschaften, Soziologie und Geschichte an der Albert-Ludwigs-Universität Freiburg. 1970 erwarb er den Magister Artium. Von 1970 bis 1972 war er wissenschaftlicher Assistent an der Universität Osnabrück. 1974 wurde er zum Dr. phil. promoviert.

### Hochschullehrer
Er war ab 1972 Professor für Politikwissenschaft und Soziologie an der Katholischen Fachhochschule Norddeutschland, einer staatlich anerkannten Fachhochschule für Sozialwesen, in Vechta/Osnabrück. Von 1973 bis 1978 war er Rektor der Einrichtung und Präsident der Rektorenkonferenz kirchlicher Fachhochschulen.
Von 2006 bis 2008 lehrte Münch Politische Soziologie an der Gustav-Siewerth-Akademie (GSA) in Weilheim-Bierbronnen. Im Wintersemester 2007 war er, neben Alma von Stockhausen, Prorektor dieser privaten Hochschule.

### Europaabgeordneter
Er war stellvertretender Vorsitzender des Landesverbandes der CDU Oldenburg und Mitglied des Vorstands der CDU in Niedersachsen.
Münch wurde bei der Europawahl 1984 ins Europäische Parlament gewählt, wo er in der Fraktion der Europäischen Volkspartei (EVP) saß.  Sein Büro hatte er zu dieser Zeit in Lohne im Landkreis Vechta. Er war Mitglied im Ausschuss für Jugend, Kultur, Bildung, Information (bzw. Medien) und Sport, bis 1987 auch im Ausschuss für Energie, Forschung und Technologie. Ab 1987 war er zudem Delegierter für die Beziehungen zu den Ländern Mittelamerikas und Contadora-Gruppe. Bei der Europawahl 1989 wurde Münch wiedergewählt. Nach der deutschen Einheit legte er sein Mandat im November 1990 nieder, als er in die Landespolitik des wiedergegründeten Sachsen-Anhalt wechselte.

### Landespolitiker in Sachsen-Anhalt

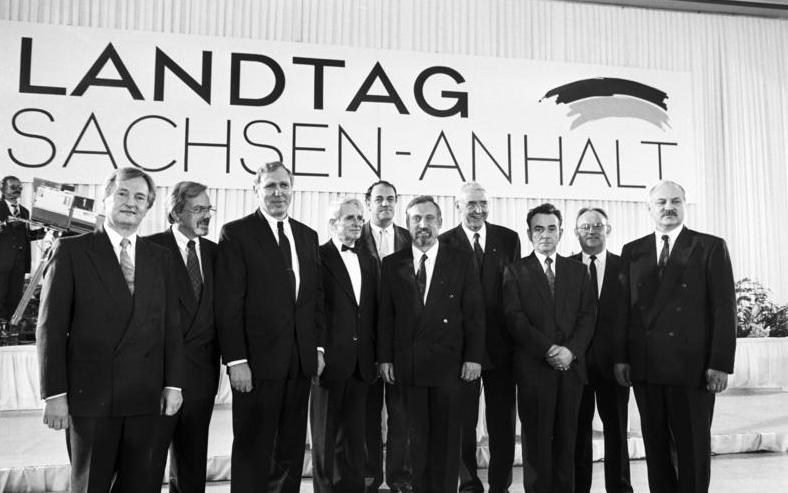
Werner Münch (dritter von links) als Finanzminister in der Regierung Gies, 1990

Nach der ersten Landtagswahl im Oktober 1990 wurde am 2. November 1990 eine CDU-FDP-Regierung unter Gerd Gies gebildet, in der Münch das Amt des Finanzministers übernahm. Gies musste im Juli 1991 als Ministerpräsident zurücktreten, nachdem er Parteikollegen mit Stasi-Vorwürfen unter Druck gesetzt hatte. Am 4. Juli 1991 wurde Münch zum neuen Ministerpräsidenten gewählt, er setzte die schwarz-gelbe Koalition fort, die Leitung des Finanzministeriums übergab er an Wolfgang Böhmer. Im November 1991 übernahm Münch von Gies auch den CDU-Landesvorsitz.

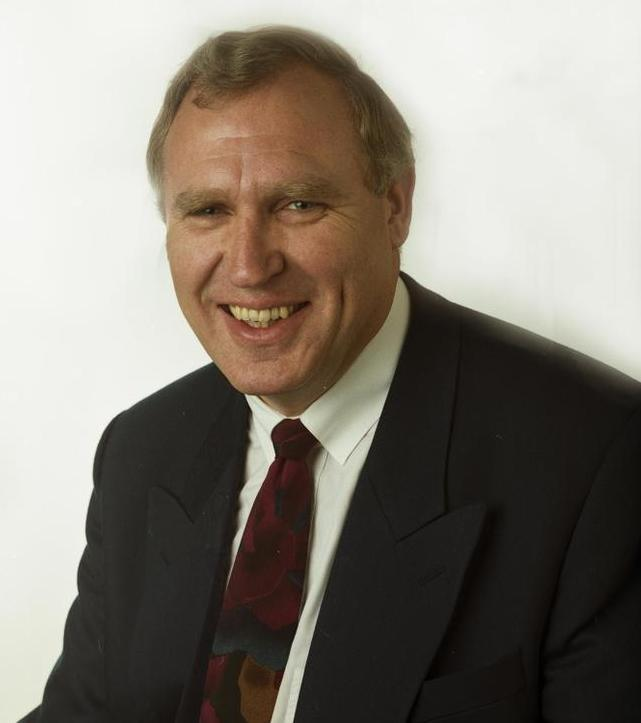
Ministerpräsident Münch im September 1991

In seine Amtszeit fiel die sogenannte Ausspähaffäre: Münch wurde vorgeworfen, seinen Stellvertreter und Umweltminister Wolfgang Rauls (FDP), dem Stasi-Verbindungen nachgesagt wurden, durch den Verfassungsschutz ausgeforscht zu haben. Mit diesem Sachverhalt beschäftigte sich auch ein parlamentarischer Untersuchungsausschuss im Landtag von Sachsen-Anhalt. Am 28. November 1993 erklärte Werner Münch seinen Rücktritt im Zusammenhang mit der Gehälteraffäre: ihm und drei aus Westdeutschland stammenden Ministern wurde vorgeworfen, zu Unrecht Gehaltszulagen bezogen zu haben. Der Landtag wählte den bisherigen CDU-Fraktionsvorsitzenden Christoph Bergner zum neuen Ministerpräsidenten, der bis zum Ende der Legislaturperiode regierte. Den Vorsitz der CDU Sachsen-Anhalt übergab Münch an Bauminister Karl-Heinz Daehre.
Münch wurde vom Landesrechnungshof und der nachfolgenden rot-grünen Regierung vorgeworfen, in Sachsen-Anhalt zu Unrecht zu viel Gehalt bezogen zu haben. Er hatte steuerfreie Kostenpauschalen und Tagegelder, die er als Europaabgeordneter erhalten hatte, zu seinen früheren Bezügen gerechnet, die maßgeblich für sein Gehalt als Regierungsmitglied waren. Nachdem das Verwaltungsgericht Magdeburg in erster Instanz noch einen Teil seines Gehaltes zurückforderte, wurde diese Entscheidung vom Oberverwaltungsgericht des Landes Sachsen-Anhalt widerrufen, das feststellte, dass er seine Einkünfte rechtmäßig empfangen habe. Im parallel betriebenen Strafverfahren vor dem Landgericht Magdeburg wurde er vom Vorwurf des Betruges freigesprochen.

### Personal- und Unternehmensberater
Von 1997 bis 1998 war er als Personal- und Unternehmensberater tätig. 1998 wurde er Beauftragter des Vorstands der Deutschen Bahn AG bei der Europäischen Union in Brüssel. Seit 2001 ist er als Berater in Bulgarien, von 2001 bis 2004 für das dortige Wirtschafts- bzw. Finanzministerium (Aufgabenbereich EU-Beitritt), und seit 2005 in Aserbaidschan tätig.

### Parteiaustritt
Am 25. Februar 2009 trat Münch aus der CDU aus und begründete dies mit „Profillosigkeit der CDU in der Bundespolitik“, „Lavieren der Vorsitzenden in wichtigen Politikfeldern zur Befriedigung des Koalitionspartners“, dem vornehmlichen Interesse Angela Merkels „an der Stabilisierung ihrer eigenen Machtposition“ sowie der unangemessenen öffentlichen Kritik Merkels an Papst Benedikt XVI.
Werner Münch ist Mitglied der katholischen Kirche und Kuratoriumsmitglied im Forum Deutscher Katholiken. Münch war 2010 auch Erstunterzeichner der Aktion Linkstrend stoppen.

## Positionen
Auf Vortragsreisen, unter anderem für den „Verein für christliche Erziehung und Schule“ in Südtirol, warnt Münch vor „Genderideologie“, Homo-Ehe und Feminismus. 2019 schrieb Münch in der Jungen Freiheit, in der Asyl- und Migrationspolitik werde „eine ‚internationale Durchmischung‘ durch Migranten von außerhalb des europäischen Kontinents im Zusammenwirken mit der Uno betrieben“, die „gegen die nationale Souveränität gerichtet“ sei.

## Schriften (Auswahl)
- Datensammlung in den Sozialwissenschaften. Eine Einführung in ihre Methoden. Kohlhammer, Stuttgart 1971.
- Die politische Verantwortung eines Kultusministers. Universitätsneugründungen in Oldenburg und Osnabrück. v. Hase und Koehler, Mainz 1976, ISBN 3-7758-0923-6.
- hrsg. mit Gerhard Herkenrath: Alternative, Hochschulen in freier Trägerschaft. Zum Selbstverständnis kirchlicher Fachhochschulen. Bernward, Hildesheim 1978.
- Deutscher Gewerkschaftsbund: Ordnungsfaktor oder Gegenmacht? Verlag Gesellschaft analysiert, Stuttgart 1980.
- mit Klaus Weigelt: Christliche Verantwortung für eine humane Weltentwicklung. Lateinamerika, Kontinent der Entscheidung. Niedersächsische Landeszentrale für politische Bildung, Hannover 1981.
- Die deutschen „Grünen“ und ihre politische Arbeit in Europa. CDU-CSU-Fraktion im Bundestag, Bonn 1985.
- hrsg. mit Michael Möhnle: Drehscheibe der Weltpolitik. Historische Reden vor dem Europäischen Parlament 1979–1987. Olzog, München 1988, ISBN 3-7892-8150-6.
- hrsg.: Unser Europa – Garant freier Völker (= Geschichte und Staat, Band 282). Olzog, München 1989, ISBN 3-7892-7550-6.
- Gemeinsam zu mehr Menschlichkeit und Lebensqualität. Land Sachsen-Anhalt, Magdeburg 1991.
- Von der staatlichen zur inneren Einheit. Land Sachsen-Anhalt, Magdeburg 1992.
- hrsg. mit Lothar Roos u. Manfred Spieker: Benedikt XVI. und die Weltbeziehung der Kirche. Ferdinand Schöningh, Paderborn 2015.
- hrsg. mit Günter Rinsche: Europa – unsere Zukunft. Ein Traum wird Wirklichkeit. Busse Seewald, Herford 1989, ISBN 3-512-00884-4.
- Freiheit ohne Gott. Kirche und Politik in der Verantwortung. Media Maria, Illertissen 2017.
- Leben mit christlichen Werten. Erinnerungen und Ausblick. Ein Gespräch mit Stefan Meetschen. Media Maria, Illertissen 2018.